# I Get Money
"I Get Money" — третий сингл Американского рэпера 50 Cent с его альбома Curtis.

## Музыка и слова
Как семпл для песни была использована песня «Top Billin'» в исполнении Audio Two. Трек записали в Коннектикуте в имении 50 Cent (в буклете обозначены как The Big House). Звукорежиссёр: Алонцо Варгас. «I Get Money» - сиквел «Straight to the Bank». Первоначально продюсером считался Скотт Буги. Как оказалось позже, он украл бит Apex.

В песне 50 Cent рассказывает о приобретении Coca - Cola Company Glacéau (рэпер имел долю в головной компании Glacéau): 
I took quarter water, sold it in bottles for two bucks. Coca-Cola came and bought it for billions, what the fuck?
Большинство критиков положительно оценили композицию. Журнал Time назвал «I Get Money» одной из «10 лучших песен 2007» (6 -я позиция). Трек также занял 14-ю строчку топ-100 лучших песен 2007 года по версии Rolling Stone.

## Видеоклип
Премьера клипа состоялась 13 июля 2007 года на сайтах радиостанций Hot 97, Power 106 и YouTube-канале исполнителя. Арт-директор видео: дизайнер одежды Артур Гикмен. Камео: Энджел Фершгенет, DJ Kayslay, Funkmaster Flex, Mims, Lloyd Banks, Мазаради Фокс, Prodigy, Мелисса Джоан Харт, Tony Yayo. В клипе можно заметить 2 Lamborghini Murcielago. 7 сентября видео заняло 1-е место в 106 & Park телеканала BET. В 2007 клип номинировали на BET Hip Hop Awards в категории «Лучшее хип-хоп видео».

## Список композиций
| # | Название                     | Время |
| - | ---------------------------- | ----- |
| 1 | "I Get Money (clean)"        | 3:50  |
| 2 | "I Get Money (album)"        | 3:50  |
| 3 | "I Get Money (instrumental)" | 3:50  |
| 4 | "I Get Money (acapella)"     | 3:45  |

### Remix
| # | Название                                               | Время |
| - | ------------------------------------------------------ | ----- |
| 1 | "I Get Money (Billion Dollar Remix) (clean)"           | 4:32  |
| 2 | "I Get Money (Billion Dollar Remix) (album)"           | 4:32  |
| 3 | "I Get Money (Billion Dollar Remix) (instrumental)"    | 4:32  |
| 4 | "I Get Money (American Remix) (Featuring Daddy Yankee) | 4:05  |

## Позиции в чартах
| Чарты (2007)                         | Пик позиции |
| ------------------------------------ | ----------- |
| Canada (Canadian Hot 100)            | 63          |
| Switzerland (Schweizer Hitparade)    | 88          |
| US Billboard Hot 100                 | 20          |
| US Hot R&B/Hip-Hop Songs (Billboard) | 10          |
| US Pop 100 (Billboard)               | 35          |
| US Rap Songs (Billboard)             | 4           |

### Сертификации
| Страна | Сертификации |
| ------ | ------------ |
| США    | Золото       |